# Clé d'eau
Pour les articles homonymes, voir clé.

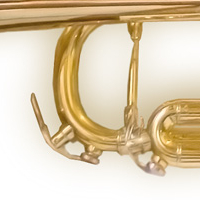
Clefs d'eau sur une trompette.

Une clé d'eau est une vanne ou une clé dédiée utilisée pour permettre l'évacuation du condensat liquide accumulé (condensation, salive) dans les instruments à vent. Ces clés sont le plus souvent situées là où la gravité favorise la collecte du liquide (point bas); dans les instruments à pistons ou à valves tels que les trompettes, les cornets et les bugles, on la place sous le coude le plus bas de la coulisse d'accord principale et sur les coulisses des pistons. Sur le trombone, elle se trouve sur le côté inférieur du coude de la coulisse à main.  Les saxophones baryton disposent d'une clé à eau fixée sous la partie basse de la première boucle après le bocal de l'instrument. On en trouve plus rarement sur le bocal en métal des clarinettes basse. 

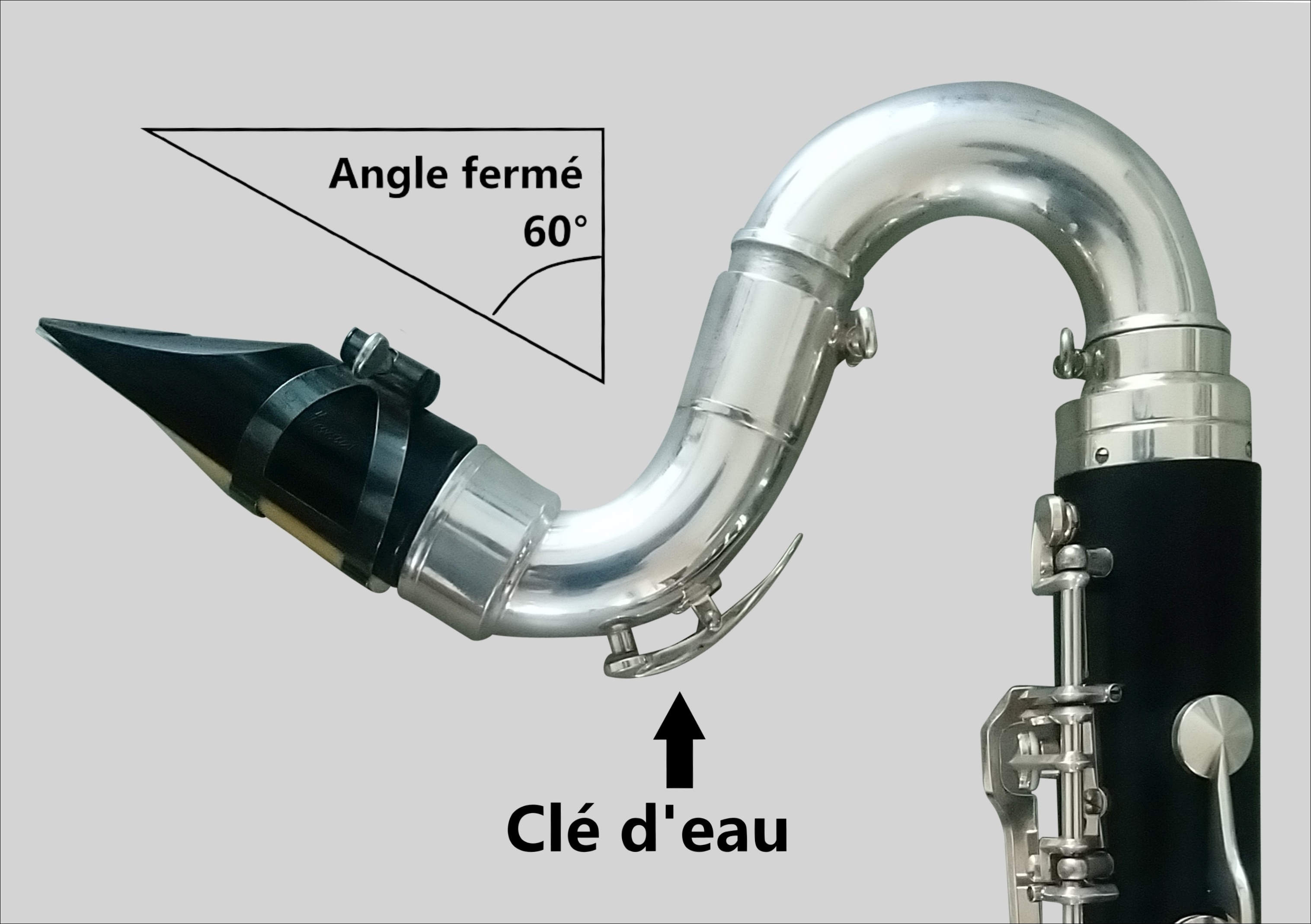
Bocal de clarinette basse Leblanc avec clé d'eau.

La clé d'eau permet d'évacuer à volonté la condensation accumulée produite par l'expiration du musicien, de sorte qu'il n'est pas nécessaire de retourner l'instrument pour sortir le liquide du tube et libérer le chemin de la colonne d'air, car lorsque le niveau du liquide dépasse le coude, des perturbations indésirables (bulles, projections) se produisent dans la perce en raison du fait que l'air rencontre sur son chemin une barrière de fluide ; la clé d'eau permet de drainer cet excès de condensat avant que le son ne soit affecté lors des pauses. L'humidité condensée et les particules alimentaires, associée à un peu de salive, proviennent de l'expiration du musicien, car lorsqu'il inspire, les voies respiratoires supérieures se réchauffent et se saturent d'eau avant de pénétrer dans les poumons, qui est récupérée principalement à l'expiration pour recouvrir les muqueuses. L'humidité relative augmente en même temps que la pression pulmonaire lors du passage de l'embouchure, et, comme un détendeur thermostatique dans un réfrigérateur ou une climatisation, la chute soudaine de la pression fait baisser la température par effet de détente et favorise la condensation du souffle chaud et humide du musicien. Les instruments plus grands recueillent le condensat plus efficacement et la quantité de condensat accumulée est directement proportionnelle à la surface de l'instrument - la quantité d'exposition au métal séparant le souffle de l'air ambiant - ce qui renforce le processus de condensation, car l'air chaud et humide des poumons forme des gouttelettes lorsqu'il entre en contact avec le métal à température ambiante - comme on le voit sur une canette de soda froide. Une température ambiante basse (< 20 degré Celsius) favorise la production de condensat dans l'instrument. 

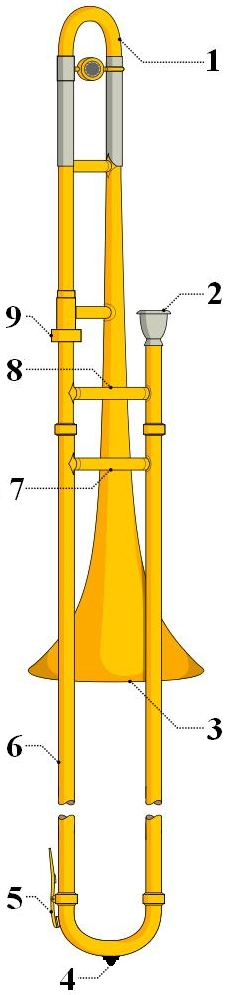
Schéma d'un trombone à coulisse (la partie marquée 5 est la clé d'eau).

## Histoire
Les instruments historiques, comme les trompettes naturelles ou les cors naturels, n'avaient pas de clé d'eau. Le musicien devait faire tourner l'instrument afin d'expulser le fluide soit par le pavillon, soit par le bec. Sur les instruments à pistons plus anciens (ainsi que sur certains instruments modernes), il peut être nécessaire de retirer un ou plusieurs coulisseaux de piston afin de vider complètement l'instrument. Le fait de retourner l'instrument et d'actionner les pistons JB peut également libérer le liquide coincé dans les coulisseaux de piston dans la tubulure principale de l'instrument, où il peut être vidé en tournant l'instrument ou en utilisant une clé d'eau sur la tubulure principale.
Certains modèles de trompettes, notamment les trompettes Stradivarius de Vincent Bach en si bémol, ne possèdent pas de clé à eau sur la troisième coulisse de soupape. À la place, elles ont une « dump slide », une petite coulisse insérée dans la troisième coulisse. Lorsque la glissière de décharge est tirée, tout le liquide contenu dans la troisième coulisse de soupape sort.

## Conceptions
Il existe différents modèles de clés d'eau; toutes ont le même objectif, à savoir vider le liquide de condensation d'un instrument sans avoir à basculer l'instrument ou à retirer les coulisseaux.

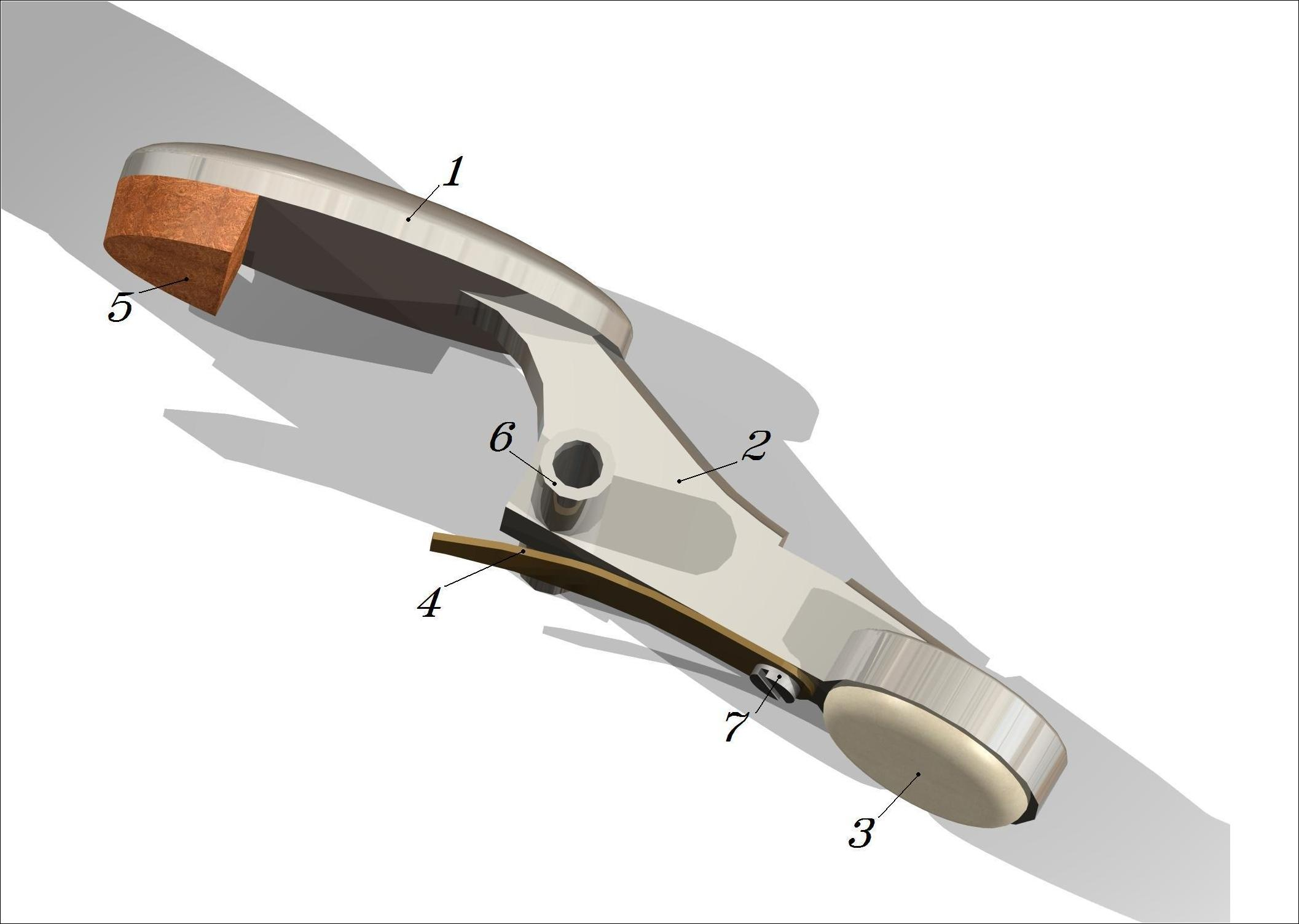
Clef à levier de clarinette

La conception traditionnelle comporte une simple clé à levier comme on en trouve sur les bois, mais avec un tampon en liège plutôt qu'un tampon en baudruche ou en cuir dans la coupelle.  
Pendant le jeu normal, un ressort appuie fermement le tampon, empêchant les fuites d'air, contre le siège d'un cylindre creux surélevé monté sous la coulisse ou la boucle. Le joueur draine l'excès de liquide avant que la sonorité ne soit déformée par l'accumulation de liquide, ouvre la clé à eau en pressant l'extrémité du levier de la clé puis souffle pour accélérer le drainage lorsque les pauses le permettront. 
Un autre modèle est appelé « clé d'eau Amado », du nom de son inventeur. Elle consiste en un court cylindre creux monté transversalement sur la glissière. Le cylindre est muni d'un bouton sur un côté qui actionne une valve fermée maintenue par un ressort, et d'un trou sur le côté inférieur pour évacuer l'eau. Le joueur appuie sur le bouton et souffle dans le cor pour évacuer l'eau. La conception d'Amado a l'avantage de présenter moins d'écart par rapport à une paroi coulissante intérieure lisse, par rapport à l'orifice de drainage de plus grand volume de la conception traditionnelle. Néanmoins, la plupart des cors modernes sont encore équipés de la conception traditionnelle de la clé d'eau[citation nécessaire].
La « clé d'eau Saturn », inventée par Denis Wedgwood et vendue par Wedgwood Brass visait à améliorer la clé Amado en offrant une évacuation plus facile lorsqu'elle est ouverte. La valve a la forme d'une boule avec un anneau autour de la taille, comme la planète Saturne, d'où son nom. Le mécanisme contient une petite bille en acier, maintenue dans l'anneau, qui bloque le trou. En poussant l'anneau dans n'importe quelle direction, le joueur fait sortir la bille du trou et le liquide peut être éjecté. L'anneau est muni d'un ressort et remet la bille en place lorsqu'il est relâché.